# Bulbophyllum conchidioides
Bulbophyllum conchidioides é uma espécie de orquídea (família Orchidaceae) pertencente ao gênero Bulbophyllum. Foi descrita por Henry Nicholas Ridley em 1886.